# Apium
Apium là chi thực vật có hoa trong họ Apiaceae.

## Hình ảnh

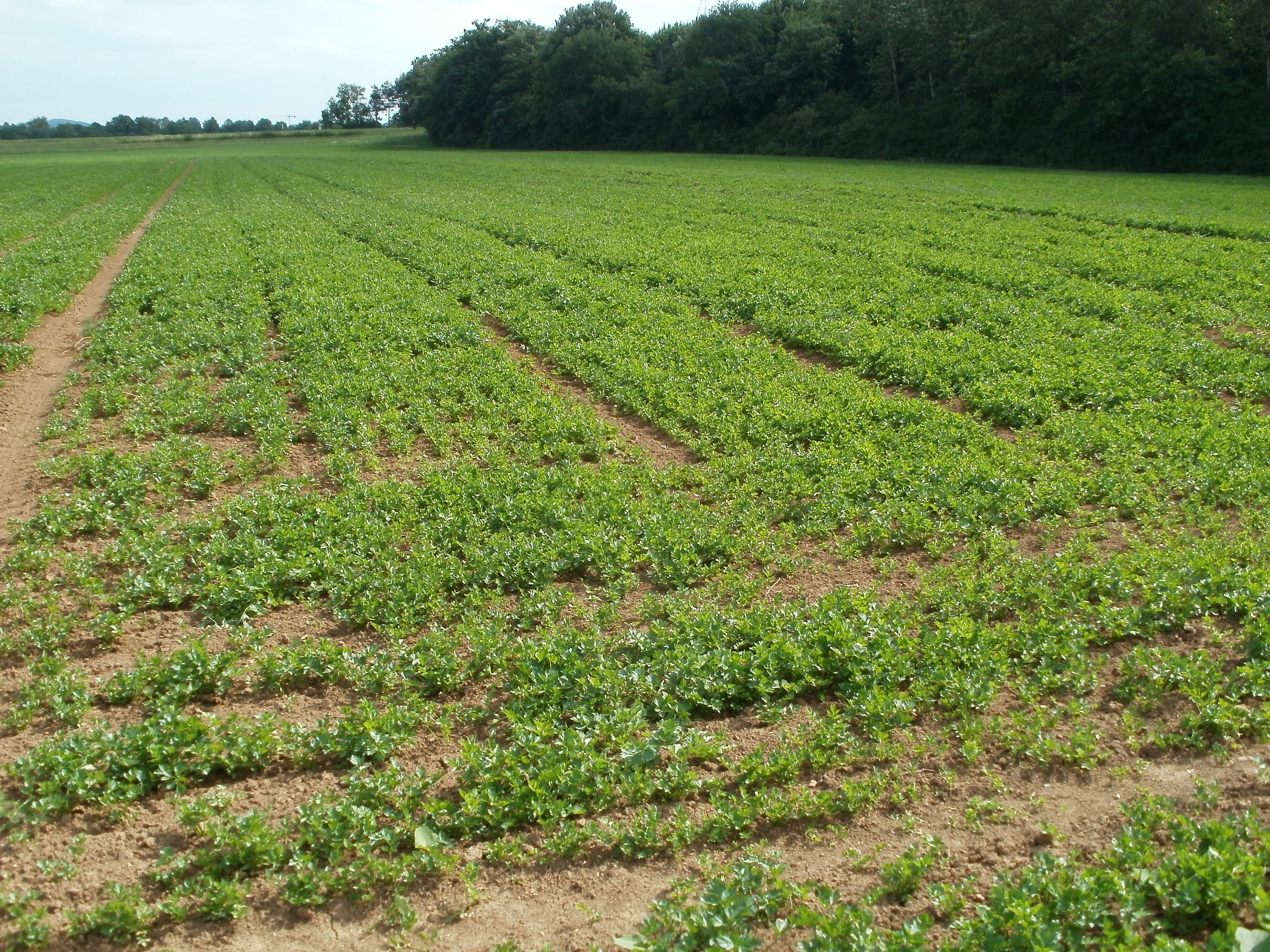
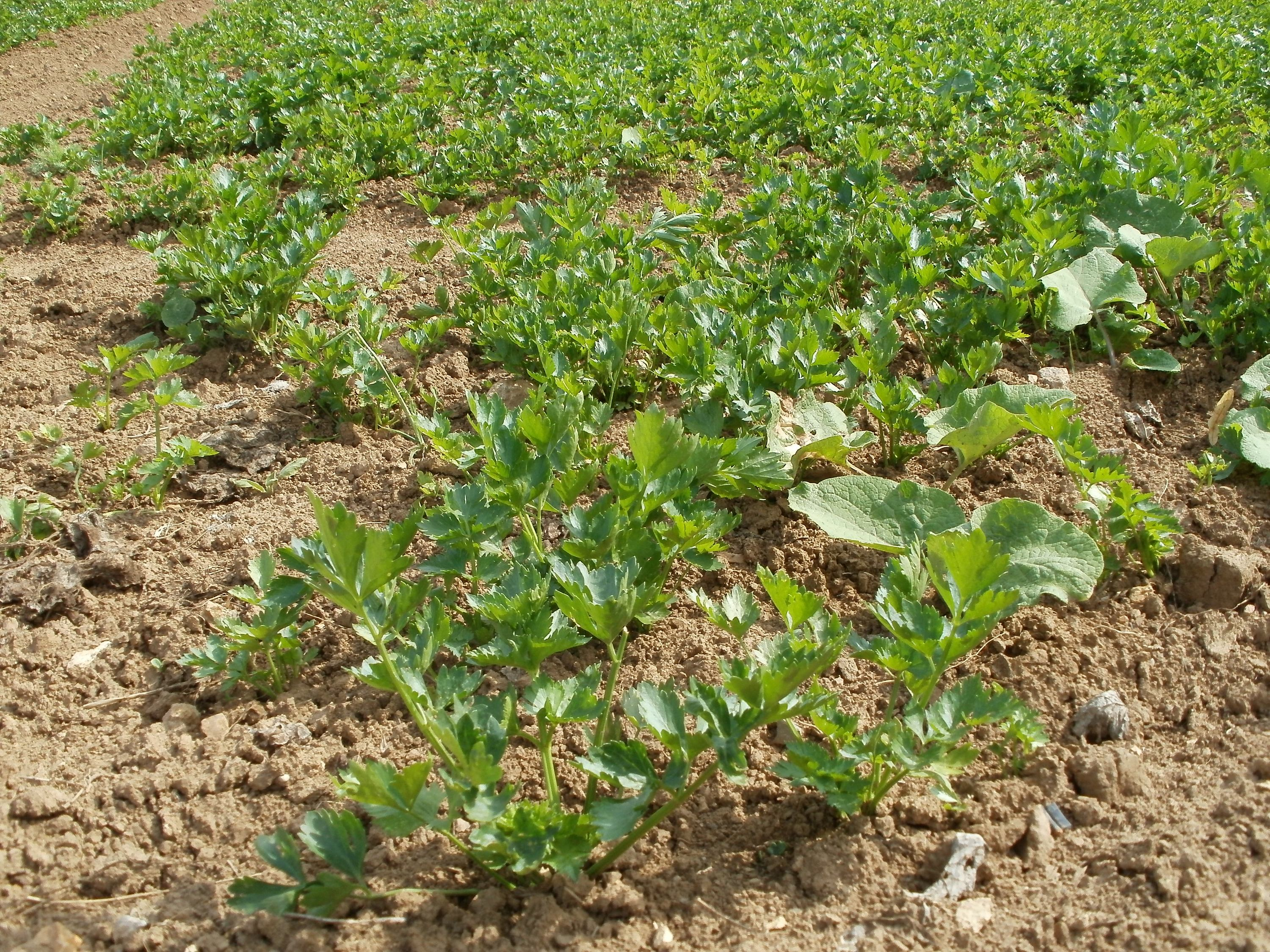
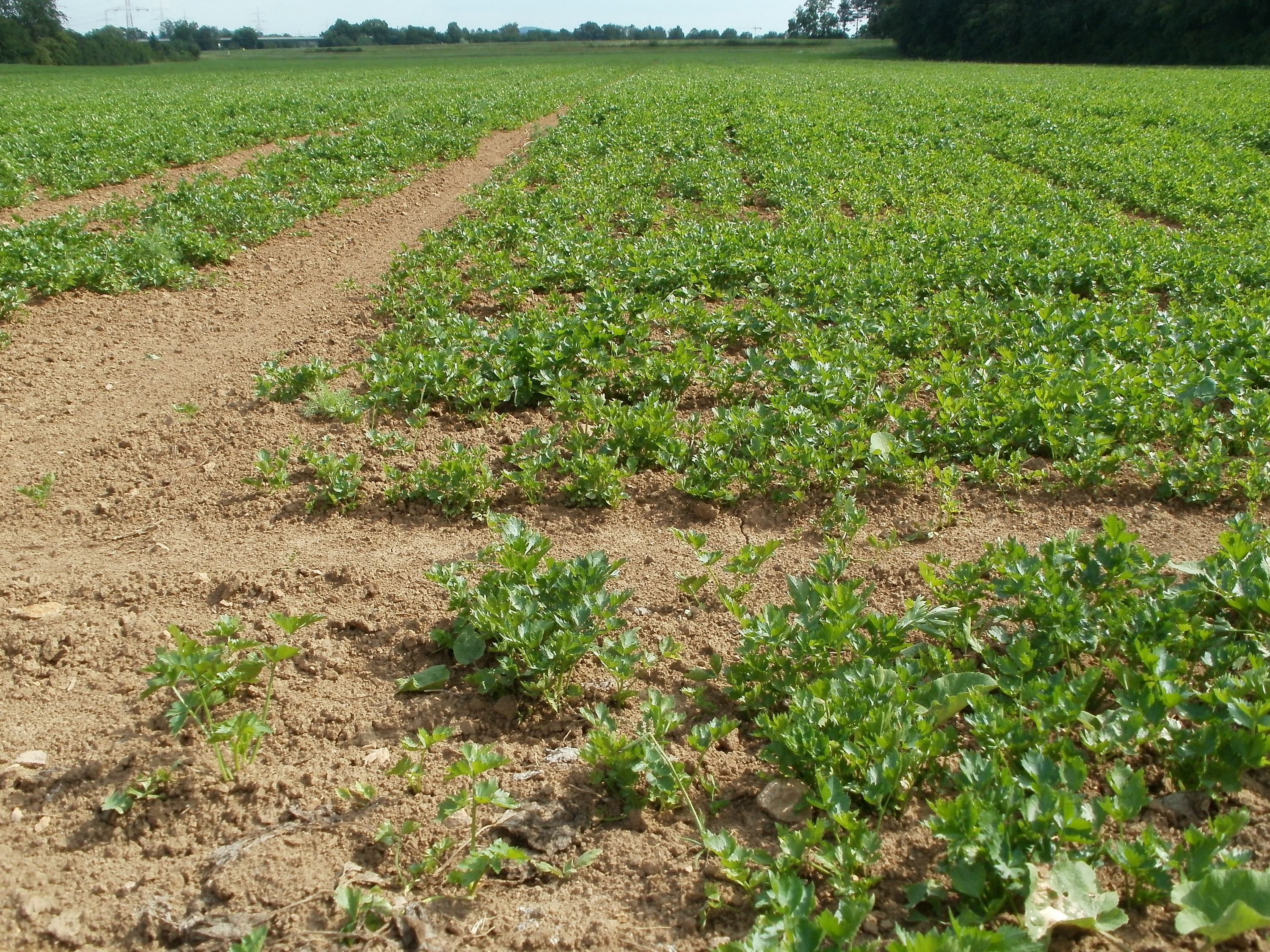
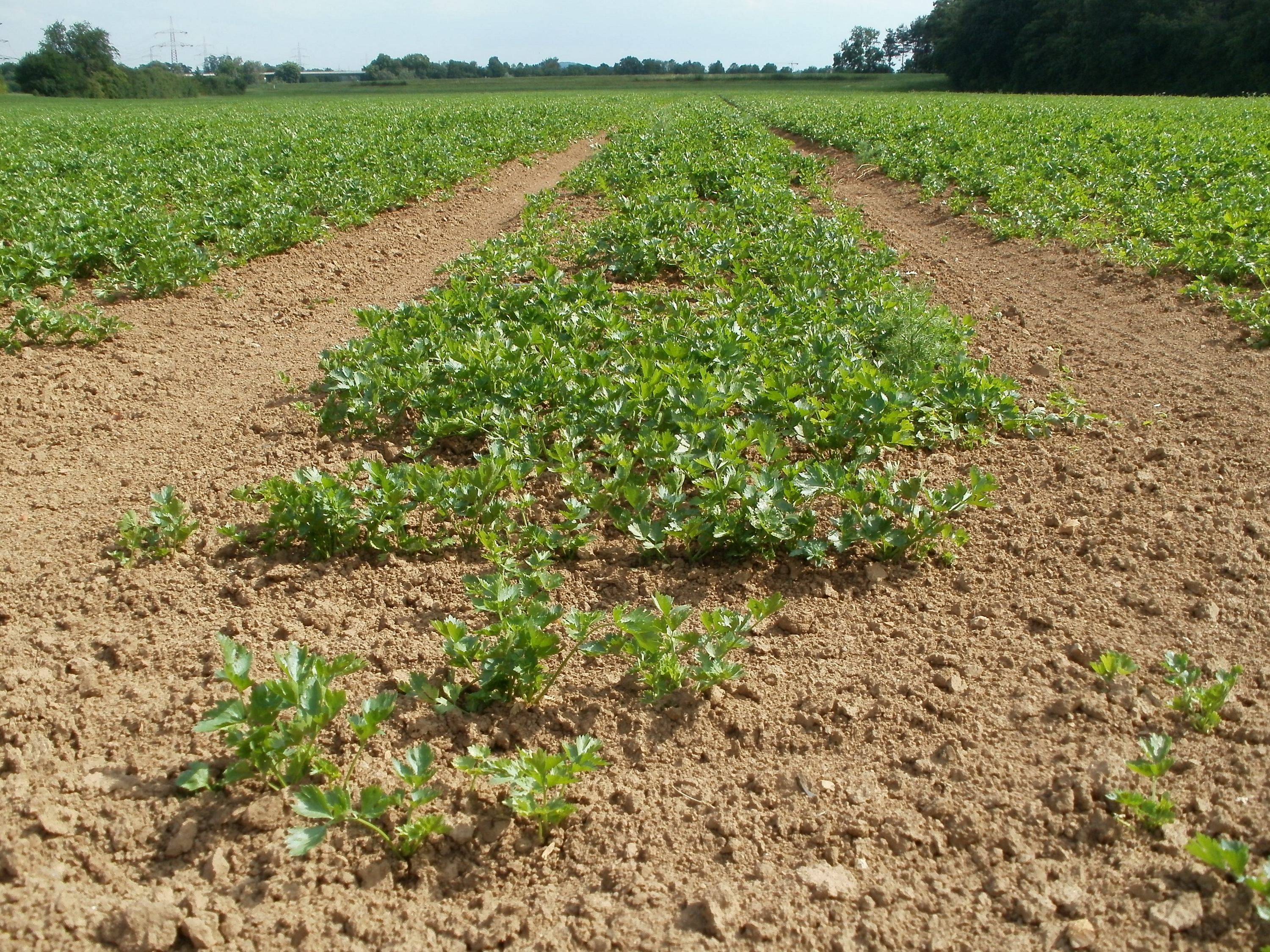